# David Lolohea
Pour les articles homonymes, voir Lolohea.

a Compétitions nationales et continentales officielles uniquement.

b Matchs officiels uniquement.
Dernière mise à jour le 31 août 2024.
David Lolohea, né le 26 février 1992 à Penrith, est un joueur international tongien de rugby à XV de nationalité civile australienne évoluant au poste de pilier.

## Biographie
David Lolohea est né à Penrith en Australie et grandit dans la banlieue de Sydney. Il participe au championnat national australien, le National Rugby Championship, avec les Greater Sydney Rams en 2014 et 2017. En parallèle, il dispute le Shute Shield, compétition rassemblant les équipes de la ville de Sydney, avec le West Harbour RFC puis les Parramatta Two Blues. Entre temps, il joue une rencontre sous le maillot national australien, jouant avec l'équipe réserve (en) des Wallabies contre les Barbarians français en 2016.
Il prend part à la saison 2017 de Super Rugby avec les Waratahs, puis dispute le National Rugby Championship, cette fois-ci sous le maillot des Sydney Rays, une des équipes locales de la Nouvelle-Galles du Sud dont les joueurs sont sélectionnables avec la franchise de Super Rugby.
En 2018, il quitte l'Australie pour rejoindre l'Europe afin de saisir l'opportunité d'obtenir une carrière professionnelle ; il s'engage avec l'USON Nevers, pensionnaire de deuxième division, paraphant un contrat de trois saisons.
Malgré son match avec l'équipe réserve de l'Australie, Lolohea choisit de représenter les Tonga, la nation de son père. Le 9 juin 2018, Lolohea obtient sa première cape internationale avec l'équipe des Tonga, affrontant la Géorgie à l'ANZ Stadium dans le cadre de la Coupe des nations du Pacifique.
En fin de contrat, il s'engage avec Provence Rugby, toujours en Pro D2.
À l'intersaison 2023, il rejoint l'Union sportive dacquoise tout juste promue en Pro D2, signant un contrat de deux saisons. En parallèle, il est appelé dans le groupe élargi tongien dans le cadre de la préparation estivale de la Coupe du monde. Bien qu'il ait disputé plusieurs test matchs, il n'est finalement pas retenu dans l'effectif réduit. Dès la saison 2023-2024, il participe à la qualification du club dacquois en phase finale. En cours de saison 2024-2025, son contrat en club est prolongé pour deux années supplémentaires.

## Statistiques en équipe nationale
| Année | Compétition                     | Matchs | Points | Essais |
| ----- | ------------------------------- | ------ | ------ | ------ |
| 2018  | Coupe des nations du Pacifique, | 1      | 0      | 0      |
| 2021  | Test matchs en tournée          | 2      | 5      | 1      |
| 2022  | Coupe des nations du Pacifique  | 2      | 0      | 0      |
| 2022  | Test matchs en tournée          | 1      | 0      | 0      |
| 2022  | Test matchs à domicile          | 3      | 5      | 1      |
| 2023  | Test matchs à domicile          | 1      | 0      | 0      |
| 2023  | Test matchs en tournée,         | 2      | 0      | 0      |
| Total | Total                           | 12     | 10     | 2      |